# Brian Fitzpatrick
Brian Kevin Fitzpatrick (ur. 17 grudnia 1973 w Filadelfii) – amerykański polityk, członek Partii Republikańskiej.

## Życiorys
Od 3 stycznia 2017 jest kongresmenem – w latach 2017–2019 był przedstawicielem ósmego, a od 2019 pierwszego okręgu wyborczego w stanie Pensylwania w Izbie Reprezentantów Stanów Zjednoczonych.
Jego starszym bratem był Mike Fitzpatrick.